# کاتین (محرک)
کاتین (به انگلیسی: Cathine) یک ماده سایکو اکتیو محرک است و در دسته فنتیل‌آمین‌ها و آمفتامین‌ها قرار می‌گیرد.
همراه با کاتینون به‌طور طبیعی در گیاه قات موجود است.
کاتین تقریباً ۱۰ الی ۱۴٪ شدت اثر آمفتامین را دارد.

## داروشناسی
همانند آمفتامین، کاتینون و افدرین، این ماده عامل ترشح نوراپی‌نفرین و با شدت کمتری عامل ترشح دوپامین است.

## شیمی
کاتین یکی از چهار ایزومر فضایی فنیل پروپانول آمین می‌باشد.